# 快犬
快犬（Κυνόσαργες）是一座位于古代雅典城墙外的公共体育馆，位于伊利索斯河的南岸。它也是著名的供奉赫剌克勒斯及他的母亲阿爾克墨涅、妻子赫柏和助手伊奧勞斯的神庙。安提西尼在此建立了一所学校，有人认为犬儒学派的名称就来源于此。